# Maragatas
Se trata de un baile centenario malagueño de origen incierto. Se intuye que dio lugar en el entorno de los Montes de Málaga y algunos otros pueblos de esta ciudad hasta los años 60 del siglo pasado. Se realizaba en las fiestas y verbenas donde acudían personas de los alrededores, y a través de éstos se conocían las personas. 
Actualmente, existen cuatro agrupaciones de Maragatas: Casabermeja, La Mosca (Málaga) , Mangas Verdes y El Detalle.